# Черников, Александр Васильевич

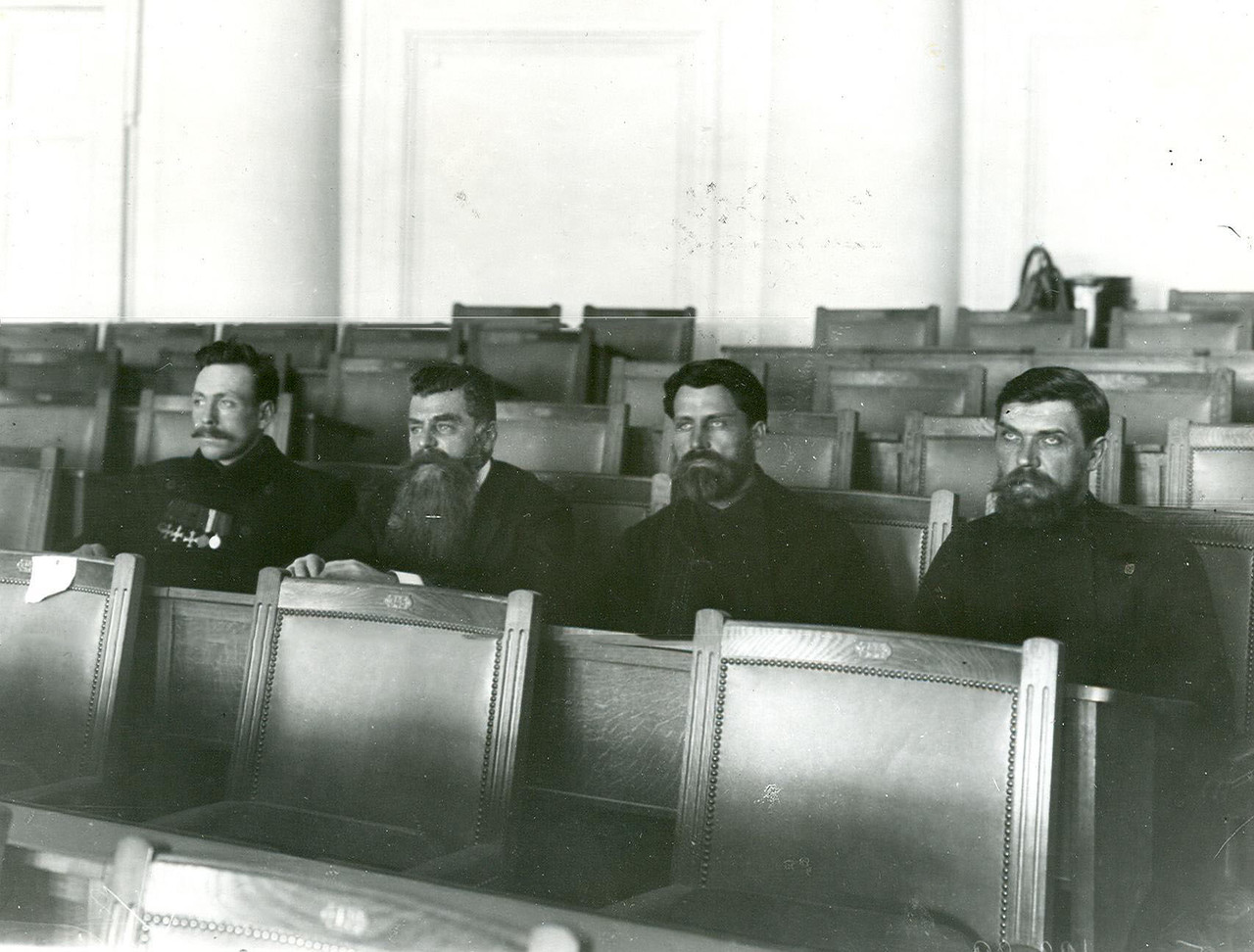
Депутаты 2-й Государственной Думы от Орловской губернии в зале заседаний в Таврическом дворце: (слева направо) М. А. Карпов, М. А. Стахович, Н. Ф. Шведчиков, А. В. Черников.

Александр Васильевич Черников (1858 — ?) — крестьянин, депутат Государственной думы II созыва от Орловской губернии.

## Биография
Крестьянин села Красниково Красниковской волости Болховского уезда Орловской губернии. Учился в сельской школе, полный курс не прошёл. 23 года был волостным старшиной. Начальник местной пожарной дружины. Занимался земледелием на площади в два душевых надела.
8 февраля 1907 года избран в Государственную думу II созыва от общего состава выборщиков Орловского губернского избирательного собрания. В думе оставался беспартийным, политическая позиция была определена как «прогрессист». В работе Государственной думы активности не проявил.
Дальнейшая судьба и дата смерти неизвестны.